# Åskovs kommun
Åskovs kommun (danska: Åskov Kommune eller Aaskov Kommune) var en kommun i Ringkjøbings amt i västra Danmark. Sedan 2007 ingår den i Hernings kommun.